# Kami (artista)
Ukyo Kamimura (神村右狂, mais conhecido como Kami) foi um músico japonês, conhecido por tocar bateria na banda Malice Mizer.

## O início
Kami nasceu na cidade de Ibaraki, Japão no primeiro dia de Fevereiro de 1973. Desde criança, Kami sempre se interessou pela escrita japonesa feita com pincéis e pelo abacus. A paixão pela música começou a se desenvolver quando ele, com frequência, sentava sozinho na sala de música depois da escola e ouvia álbuns por horas e horas. Seu primeiro interesse em tocar suas próprias melodias foi no quinto ano da escola quando ele começou a praticar em uma bateria de verdade. Um tempo depois, Kami desistiu e não voltou a tocar até o Ensino Médio. Nesse intervalo ele utilizou seu tempo livre praticando seu hobby favorito, o tênis.

## Carreira Musical
Nos primeiros anos do Ensino Médio, Kami foi convidado a participar da banda de um amigo. Inicialmente, seu interesse foi se tornar um guitarrista. Mas, após praticar por um curto período de tempo, ele decidiu voltar a tentar bateria.
A afeição de Kami pela bateria começou voltou à tona e se tornou uma necessidade. Ele, então, trabalhou um período para conseguir o dinheiro necessário e, assim, adquiriu sua primeira bateria. 
Após a graduação, Kami deixou a banda e decidiu se mudar para Tóquio. Lá, ele tocou durante dois anos em uma banda punk chamada 3PMayonnaise (3Pマヨネーズ - 1989 - 1991), até começar a gostar do estilo Visual Kei. Como resultado ele entrou em uma banda chamada KneuKlid Romance.
Foram os shows dessa banda que, com suas performances, Kami atraiu a atenção de Yu~ki, o baixista da banda Malice Mizer que, devido à saída do baterista Gaz (que entrou na KneuKlid Romance), precisava de um baterista. Convidou Kami, que foi relutante no início, porém um telefonema do guitarrista Mana o convenceu. Kami tocou na banda não-oficialmente durante seis meses como músico de suporte e, logo após, os outros membros da banda o recrutaram oficialmente como o novo membro do grupo. Após a entrada oficial dele no MALICE MIZER, a banda lançou seu primeiro álbum, Memoire DX, que foi o primeiro álbum que Kami gravou.

## Morte
No dia 21 de Junho de 1999, Kami faleceu enquanto dormia de Aneurisma Cerebral. Ele tinha 27 anos. Seu corpo só foi descoberto quatro dias depois do incidente. O funeral foi feito no mesmo dia, com a presença apenas de Mana, Közi, Yu~ki, parentes e amigos muito próximos. Gackt, vocalista que havia saído do Malice Mizer antes do ocorrido, tinha iniciado sua carreira solo e estava em turnê. Ele só soube que seu ex-colega de banda tinha morrido uma semana depois.
As homenagens foram muitas. Nos meses após sua morte, o Malice Mizer lançou um EP em sua homenagem, chamado Shinwa. Nele, havia uma fita VHS com vários vídeos e fotos de Kami junto da banda e duas faixas escritas por ele: "Unmei no Deai" e "Mori no naka no tenshi", escritas poucos meses antes de sua morte. A música restante, "Saikai no Chi to Bara", foi escrita por Mana após sua morte.
Kami também deixou uma música incompleta, "Bara no Souretsu", lançada no single "Beast of Blood".
Gackt escreveu duas músicas,  "Emu~for my dear~" e "U+K", ambas lançadas no seu álbum Mars e Közi e Yu~ki fizeram um single juntos em homenagem, "Memento" (2004).
Novos bateristas foram chamados para a banda, mas Kami nunca foi oficialmente substituído. Ele permaneceu para sempre como o último baterista da banda, e foi chamado de "Eternal blood relative".